# Posmykowizna
Posmykowizna [pronunciación en polaco: /pɔsmɨkɔˈvizna/] es un pueblo ubicado en el distrito administrativo de Gmina Działoszyn, dentro del condado de Pajęczno, voivodato de Łódź, en el centro de Polonia.  Se encuentra aproximadamente a 2 kilómetros al noreste de Działoszyn, a 8 kilómetros al oeste de Pajęczno y a 84 kilómetros al suroeste de la capital regional , Łódź.